# 西部ワイルドガンマンズ
西部ワイルドガンマンズ（せいぶワイルドガンマンズ）とは、稲垣理一郎原作・村田雄介作画の漫画『アイシールド21』に登場する架空のアメリカンフットボールチームである。

## チーム概要
東京最強の攻撃（オフェンス）チーム。マスコットの名前はサボッテンナー。キッドと鉄馬を中心とするパス戦術「ショットガン」と陸のランプレイを駆使し、極端なまでの攻撃重視チームで、守備重視の王城とは対極の立場。昨年までは無名に近いチームだったが、秋季大会の前評価では王城を抜いて最高のSクラス。王城には負けているが、毎回鉄馬が試合を欠場（途中欠場も含む）しており、キッドと鉄馬のパスのコンビプレーが使えない状況下だったので、完全な意味での優劣ははっきりしていない。また、作中では泥門は一度も勝てていない。守備と前衛（ライン）は勿論、主将や監督の信用や機能の無さが欠点。また、チーム自体がキッドと鉄馬への依存具合が強く、鉄馬一人が欠場しただけで戦術を大幅に変更せざるをえなくなるなど、メンバー構成に難あり。

## チーム戦歴
- 春季東京大会
  - 決勝 - 王城20-21敗退（鉄馬後半戦欠場）
- 秋季東京大会
  - 2回戦 - 恋ヶ浜125-10勝利（恋ヶ浜が途中棄権）
  - 3三回戦 - 裏原宿107-16勝利
  - 準々決勝 - 江戸前54-9(アニメ版は49-0)勝利
  - 準決勝 - 泥門44-42(アニメ版は35-32) 勝利
  - 決勝 王城敗退3-14（鉄馬欠場）
- 関東大会
  - 1回戦 - 岬ウルブス48-21勝利
  - 準決勝 - 白秋14-72敗退

## 主な選手

### キッド（武者小路紫苑）
声 - 内田夕夜
クォーターバック (QB) 。2年。背番号7。身長177cm、体重66kg。11月11日生まれ。血液型A型。40ヤード走5秒6。ベンチプレス70kg。
本名「武者小路紫苑」（むしゃのこうじ しえん）。「早撃ちキッド」の異名を持つニヒルな男。キッドは登録名であり通称である（名付けたのは監督のドク堀出）。オリンピック射撃・ピストルで三大会連続金メダリストの偉業を持つ武者小路一の息子で、武者小路財閥の御曹司でもあった。ビームライフルでは好成績で期待されていたが、父や周囲からの過剰な期待、優勝へのプレッシャーに潰され挫折し、結局優勝できず5位入賞に終わった。そして、家族を初め誰もその過程や努力を褒めてくれなかったことで、自分で実力主義の社会を達観し、武者小路家から家出をすることを決意する（そのためか戸籍は売ってしまったらしい）。また、ライフル選手時代、単独競技であり不確定要素も無いこと、そして親友の鉄馬と遊ぶために始めたアメフトに興味を持ち始め、戸籍を捨ててからは彼と一蓮托生の関係でアメフトの道を歩み出すことになった。学校の成績は上位で、頭脳の回転の速さはライフル選手時代に培ったものと評されている。なお、登場当初はムサシと並ぶオヤジ顔の高校生だったが絵柄の変化によってか現在では年齢相応の人相になっている。
人並み外れた反応の早さ、機転の早さを持ち、ビームライフルで培った0.2秒の高速投げ、下手投げ、鉄馬との息の合うコンビネーションを武器とする。そのスピードは王城ホワイトナイツの進すらも手玉に取っていたほどのもの。その他、機略にも通じ、ヒル魔の策を上回って見せるほどである。蛭魔自身、「武者小路紫苑は天才だ」と評したり、全てが読まれているなどと悲観的な思考をしたり、QBとしての実力も阿含より上と見ているなど、彼の能力を非常に高く買っている節がある。その一方で、本人は買い被られることを嫌い、常々抑えた言動を行うが、鉄馬のプレイへの侮辱には激昂するなど内に秘めた闘志は誰にも負けないものがある。
とりわけ身体能力に優れたわけでないが、ほぼ感覚と本能で作戦を一寸の迷いもなく遂行してしまう、いわば天才タイプであり、そのセンス、テクニックともに超一級品である。また、駆け引きも巧く、個人技だけでなく、チームプレイにも長けている。その実力は神龍寺の阿含も認めており、彼が本気を出す「天才」にリストアップされていた（他に同チームの一休、進、赤羽など）。東京大会ベストイレブンの攻撃・クォーターバック部門で選出。
関東大会準決勝の白秋戦では、峨王を直前まで引きつけてからパスを放つという危険極まりない策を敢行、泥門との再戦を望む鉄馬や陸の為に決勝進出を望むが、一瞬、物思いに耽って油断した隙に峨王の一撃をまともに受け骨折、負傷退場する（鉄馬が白秋メンバーを退け猛進している描写から、ロングパスに踏み切った際、鉄馬らが上がる前に峨王の一撃を喰らって負傷退場したようにも見えるが、後の世界大会決勝戦で阿含が潰されそうになった際、この時の様子を思い返しながら心の中であの時の自分と同じで油断したなと言う旨を語ってもいる）。クリスマスボウル終了後、進の推薦で全日本選抜代表に選出される。
口癖は「～過ぎるとロクなことがねぇ」であり、周囲に買い被られすぎて挫折したライフル選手時代に対する自己への戒めともとれるものである。また、彼が時折見せるニヒリズムもこの過去の経験から生まれたものであり、彼が生来持っていた精神的な重圧への弱さといった欠点を必死に押し殺すために新たに生み出した新しい人格とも言えたが、ヒル魔が披瀝した「やるなら、死んでもトップ獲りにもがくのがたりめーだ、だから面白え」という言葉を聞いてから、ふと過去を回想しつつも、笑みを浮かべるようになった。
ヒル魔は「糞（ファッキン）ゲジマユ毛」、アニメでは「クソゲジマユ毛」と呼ぶ。鈴音は「きっどん」と呼ぶ。高校卒業後は鉄馬と2人でスタントショーを行う「ウェスタン＆カー」を起業した（設立資金の半分はヒル魔の投資によるものでありヒル魔は「10倍返しで頼むぞ」と言っている）。その一方で武蔵工バベルズのメンバーとしてアメフトも続けている。
名前の由来は実在する公家である武者小路家。

### 鉄馬丈
てつまじょう、声 - 竹本英史
ワイドレシーバー (WR) 。2年。背番号15。身長180cm、体重88kg。5月15日生まれ。血液型B型。40ヤード走5秒0。ベンチプレス115kg。
関東四強レシーバーの一人。父親は武者小路家の運転手で、キッドとは幼い頃からの友人にして唯一無二の親友。試合中は確実に仕事を遂行する無口な職人。作中ではほとんどしゃべらないが、モン太の挑発を受けた時や雪光にマンツーマンコーチを施す時などに普通の会話をこなしている。
正確なルート走行と当たり負けしないパワーから、人間重機関車と言われ、誰にも止められない。それは日常生活においても同様で、指示は必ず守る。というより、指示を拡大解釈して受け止めてしまう傾向にあり、それが原因で欠場することもある（監督の「水をGUNGUN飲んでおけ」という指示で、腹を壊すまで水を飲みまくったことがある）。
指示以外不要な行為は一切しなかったが、泥門戦で同じレシーバーであるモン太を好敵手と認め、審判に抗議していた彼を出場停止にさせないように、いわゆる膝カックンで止めさせる。なお、この行為を暴行と取られ東京大会決勝には出られず、決勝では王城に対し敗北した（「膝カックンが出場停止になるほどの暴力に入るのか」、という疑問を持つ読者は少なくないためアニメではモン太を投げ飛ばした）。
関東大会準決勝では白秋ダイナソーズとの試合中に負傷退場してしまったキッドを思い、初めて自分の意思でプレーをし陸のリードブロックを務めたが峨王には勝てず彼自身も負傷退場してしまった。後にキッドと二人で雪光のコーチとなった。東京大会ベストイレブンの攻撃・レシーバー部門で選出される。クリスマスボウル終了後、セナとモン太の推薦で全日本選抜代表に選出される。
高校卒業後はキッドと2人で会社を経営。父親譲りのドライブテクニックでカースタントをこなしている。一方武蔵工バベルズのメンバーとしてアメフトも続けている。

### 甲斐谷陸
かいたにりく、声 - 増田裕生（幼少期：知桐京子）
ランニングバック (RB) 兼セイフティ (S) 。1年。背番号29。身長159cm、体重51kg。4月20日生まれ。血液型A型。40ヤード走4秒5。ベンチプレス60kg。
小柄らしい俊足とグースステップと言うラグビー走法をベースにしチェンジ・オブ・ペースの最上級技「ロデオドライブ」を使う西部のルーキー。セナが小学生の時、2週間だけ同級生として過ごした。セナに対しては兄貴分で、銀髪の少年。当時からパシリをさせられていたセナに見返してやるように走り方のコツを教え、その甲斐あってセナは素早いパシリになった。
警戒や観察を怠らない性格、敵に情報を漏らすなど自分達にとって不利となるような行動は基本的にしない一方で、プライドや実力にこだわらずに走法の秘密を教えて欲しいと願い出てきた進に対し、その完成された実力を見たいと言う理由で「ロデオ・ドライブ」の秘密を伝えるなど、その心の根底には強い相手との戦いを求める意志があるが、一方でセナとの覚悟の差をカクテルで比喩にするなどキザな面もある。
非常に研究熱心だが、そのため徹夜して寝坊で遅刻することもしばしば。動揺するチームに対して「大丈夫です」と諭したりするなど、年齢に対してかなり精神面で成熟している（アニメでは精神的に幼い部分も持っていたが、後に原作と同じ性格に戻る。これにより、初登場時は進のことを見下していたのに、いつのまにかバケモノと認めていたと言う矛盾を作ってしまった）。
東京大会ベストイレブンの攻撃・ランニングバック部門で選出される。春の王城戦には恐らく出ていない。関東大会では、準決勝まで勝ち進むが、白秋戦でキッド、鉄馬が負傷退場していく中、戦意喪失しかけるチームを叱咤しつつ戦い続け峨王に立ち向かい、重症を負うが最後まで「最強西部」の誇りを貫き試合終了寸前で力尽きた。
クリスマスボウル終了後、セナとモン太の推薦でセイフティとして全日本選抜代表に選出される。まもりは「陸っくん」と呼んでいて、鈴音は「リクリク」と呼び、高校卒業後は炎馬（えんま）大学に進学してアメフトを続けている（なお、雲水から「君の学力なら最京なんて屁の河童じゃなかったのか?」と言われた際、「最京倒してみたい野心にうそついてたら情けないから、炎馬にしたんです」と返答している）。妹がおり、家にオウムを飼っている。

### バッファロー牛島（牛島馬波郎）
声 - 末吉司弥
ガード(G)(アニメのみ)兼ディフェンシブタックル (DT) 。3年。背番号94。身長186cm。体重104kg。10月27日生まれ。血液型B型。40ヤード走5秒5。ベンチプレス120kg。
バンダナとロングヘアが特徴の主将。得意技は2回ラリアットのようにリップをかます「二本の角（デュアルホーン）」、対空技で「空中二本の角（デュアルホーン）」があり、いわゆるラリアット。東京ベストイレブン・DL部門受賞、世界大会では阿含の独断補欠メンバーだがなぜかOLで参加(ただしアニメではオフェンスラインでも参加している描写がある)。口癖は「よぉ〜」。泥門戦では十文字とマッチアップするが、なぜかたびたび無視され会話出来ず（アニメではちゃんと聞いている）、挙句の果てに体格、筋力差があるのに十文字一人に抑えられ、主力扱いされず陸に言い負かされたりメンバーに全くあてにされないなど、ヘタレな面が強い。

## その他の選手

### 攻撃
佐保天一（さぼてんいち）
キッカー（K）。3年。背番号13。身長174cm。体重65kg。
通称「さぼらずの佐保」。とても小心者だが、アニメの東京大会決勝戦で、フィールドゴールを決めているなど、実力はコータローやムサシに匹敵する。名前の由来は「サボテン」。
馬場山オグリ（ばばやまおぐり）
ガード（G）。2年。背番号72。身長178cm。体重72kg。
競走馬並の心肺機能を誇る。東京大会ベストイレブンの攻撃・ライン部門で選出される。名前の由来は競走馬のオグリキャップ。
刃牙遼介（はがりょうすけ）
タイトエンド（TE）。3年。背番号6。身長178cm。体重71kg。
黒木にバンプを食らったり、入れ替えブリッツで栗田の後ろにいたりと漫画によく登場した。
波多 六髏（はた ろくろう）
ワイドレシーバー（WR）。2年。背番号22。身長182cm。体重74kg。
顔の傷は幼少時に船の事故で負ったもの。刃牙はライバル。
間 元次（はざま もとつぐ）
スプリットエンド（SE）。3年。背番号34。身長176cm。体重70kg。
脚力よりも駆け引きで走る勝負師。女性とにんにくが苦手。日本代表追加メンバー。
内山 撃(うちやま げき)
ハーフバック (HB) 。3年。背番号21。身長175cm。体重68kg。
直進速度に定評がある。興奮すると、額に太陽のようなマークが浮き出る。
九重 鉄郎（ここのえ てつろう）
ガード（G）。3年。背番号71。身長157cm。体重65kg。
大の鉄道旅行好きで、昨夏世界を旅して一皮むけた選手。身長157cmは西部の選手では最小。
花田 決進 (はなだけっしん)
タックル (T) 。3年。背番号53。身長179cm。体重89kg。
あだ名はケツハナ。肉弾戦を好む。
横目照雄（よこめてるお）
タックル（T）。3年。背番号59。身長173cm。体重85kg。
潮角道（うしお つのみち）
センター（C）。3年。背番号60。身長175cm。体重97kg。
鼻ピアスをしているがそのファッションが余計に牛っぽく見える。体重がチームで2番目に重く攻撃陣では最重量を誇る。名前の由来は牛から。

### 守備
井芹洋介（いせり ようすけ）
セイフティ（S）。2年。背番号45。身長173cm。体重64kg。
女性に人気がある。漫画の話では、栗田に十文字＆戸叶と共に自殺点時に押し潰されていた。
本田博史 (ほんだ ひろし)
セイフティ (S) 。3年。背番号44。身長171cm。体重68kg。
口の悪いお調子者だがチームのムードメーカー。3年であるにもかかわらず、物語の途中から陸にポジションを奪われる。
東木春（ひがしぎ はる）
ディフェンシブライン（DL）。3年。背番号74。身長173cm。体重69kg。
プレーや言動で何かと存在感のある選手。通称“ハリー”。
仁科双冶（にしな そうじ）
ディフェンシブライン（DL）。3年。背番号74→75。身長170cm。体重69kg。
西部高校最凶の喧嘩王でもある。眉毛は永久脱毛済み。
容姿が少し神龍寺ナーガの金剛阿含に似ている。背番号は泥門戦の時に74だったが岬ウルブスと戦った時違う選手が74をつけていた。本当は75が正しい。
スネーク 小浦（スネーク こうら）
ディフェンシブライン（DL）。2年。背番号61。身長175cm。体重69kg。
家業を継ぐのを拒みアメフトに生きる。何の仕事かは謎。
玉村吉次 (たまむら よしつぐ)
ディフェンシブライン (DL) 。3年。背番号76。身長178cm。体重95kg。
井戸満 (いど みつる)
ラインバッカー (LB) 。3年。背番号51。身長172cm。体重67kg。
白石日向（しらいし ひゅうが）
ラインバッカー（LB）。3年。背番号52。身長165cm。体重59kg。
古野星伍 (ふるの せいご)
ラインバッカー (LB) 。3年。背番号54。身長170cm。体重70kg。
安藤 ガルシア (あんどう ガルシア)
コーナーバック (CB)。3年。背番号35。身長179cm。体重70kg。
マントを愛用する伊達男だが、プレイは泥臭い。
菜山参太（さいやま さんた）
コーナーバック（CB）。3年。背番号36。身長173cm。体重71kg。
彼以上に、中学生である弟の活躍が有名。ニンジンが苦手。

## 選手以外の人物

### ドク堀出
声 - 宮澤正
監督。
常に拳銃を撃ちまくる小柄でやたらとノリのいい監督。作戦や心理戦とは無縁の性格なので教科書どおりの戦法（主にショットガン）を使う。その外見とイメージに反して小心者で、焦りを見せるシーンも多い。アニメでのキッドの話によると方向音痴らしい。高校での担当科目は「英語」だが、授業に拳銃を使うため、生徒からの評判は悪い。名前の由来はワイアット・アープの友人ドク・ホリデイ。

### 相内比奈
あいうち ひな
チアリーダー。2年。身長167cm。体重49kg。
チアリーディング部「ワイルドファニング」のキャプテン。ミス西部の称号も取っている。本編ではモブキャラクターとしては登場するが、セリフは無い。